# Сокирниця (зупинний пункт)
Соки́рниця — пасажирський залізничний зупинний пункт Ужгородської дирекції Львівської залізниці.
Розташований у селі Сокирниця, Хустський район Закарпатської області на лінії Батьово — Солотвино І між станціями Хуст (8 км) та Буштина (11 км).
Станом на серпень 2019 року щодня чотири пари дизель-потягів прямують за напрямком Батьово/Дяково — Солотвино I.